# Décès en 1386
Décès
- 1382
- 1383
- 1384
- 1385
- 1386
- 1387
- 1388
- 1389
- 1390

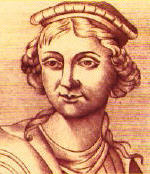
Éléonore Teles de Menezes, morte en 1386.

Cette page dresse une liste de personnalités mortes au cours de l'année 1386 :
- 24 février[1] : Charles III de Naples, ou Charles de Durazzo ou Charles, duc de Duras, roi de Jérusalem, roi de Sicile (sous le nom de Charles III), roi de Dalmatie, de Croatie, de Rascie, de Serbie, de Galicie, de Lodomérie, de Cumanie, de Bulgarie et brièvement roi de Hongrie (sous le nom de Charles II), comte de Provence, de Forcalquier et de Piémont.
- 24 mars : Jean Ier d'Auvergne, comte d’Auvergne et comte de Boulogne.
- 1er avril : James Audley, 2e baron Audley, chevalier britannique.
- 27 avril : Éléonore Teles de Menezes, surnommée la Perfide, reine consort de Portugal.
- 24 juin : Geoffroy de Servon, bénédictin français, vingt-neuvième abbé du Mont Saint-Michel.
- 8 juillet : Léopold III de Habsbourg, duc de Carinthie et de Styrie.
- 9 juillet : Othon Ier de Bade-Hachberg, margrave de Bade-Hachberg.
- 25 juillet : Miklós Garai, comte palatin de Hongrie.
- 20 août : Bo Jonsson Grip,  sénéchal du royaume de Suède et le plus gros propriétaire terrien de son époque en Suède et en Finlande.
- 3 septembre : Sylvestre de La Cervelle, évêque de Coutances.
- 15 septembre : Roland de Medici, religieux italien, ermite en Émilie, saint catholique.
- 23 septembre : Dan Ier de Valachie, prince de Valachie.
- 31 décembre : Jeanne de Bavière, reine de Germanie et de Bohême, électrice de Brandebourg et duchesse de Luxembourg.

- Alice d'Ibelin, reine de Chypre.
- Marguerite de Brzeg, duchesse de Bavière-Straubing.
- Euphémie de Ross, reine consort d'Écosse.
- Évrart de Trémaugon, évêque de Dol.
- Pierre de Villiers, seigneur de Domont, premier des Villiers à être seigneur de L'Isle-Adam.
- Karma Lingpa, tertön, découvreur de textes tibétain cachés (termas).
- Jean Ier MacDonald, seigneur d'Islay puis premier seigneur des Îles.
- Sinibaldo I Ordelaffi, noble italien.
- Hugh Stafford, 2e comte de Stafford.
- Takatsukasa Fuyumichi, noble de cour japonais (kugyō) de l'époque de Muromachi, régent kampaku.
- Corrado II Trinci, condottiere italien et seigneur de Foligno.
- Vidyaranya (ou Mâdhavâchârya), philosophe et ministre hindou du Vijayanagar, disciple de Sankarâchârya.
- Al-Wathiq II, calife abbasside au Caire.

date incertaine (vers 1386)
- David Stuart, comte de Strathearn.

## Crédit d'auteurs
- Cet article est partiellement ou en totalité issu de l'article intitulé « 1386 » (voir la liste des auteurs).